# Іса (притока Щари)
Іса — річка в Барановицькому й Слонімському районах (Берестейська й Гродненська області, Білорусь), права притока річки Щара (басейн Балтійського моря).

## Опис
- Довжина річки 62 км,
- похил річки — 1,1 м/км,
- середньорічна витрата води в гирлі — 3,6 м/км,
- площа басейну водозбору 554 км².

Формується з приток та багатьох безіменних струмків.

## Розташування
Бере початок у селі Серебрище Барановицького району. Спочатку тече переважно на південний захід через Звіровщину. Біля Полонки повертає на північний захід і тече понад селом Дерев'яна. У місті Слонім впадає в річку Щара, ліву притоку Німану.
Притоки: Плехівка, Тана (праві); Кам'янка, Рутівка (ліві).
Населені пункти вздовж берегової смуги: Перховичі, Іванковичі, Свіряни.

## Цікавий факт
- На лівому березі річки розташована залізнична станція Слонім.